# Julieta Pinto
Julieta Pinto González (Ciudad de Panamá, Panamá, 31 de julio de 1921-San José, Costa Rica, 22 de diciembre de 2022) fue una escritora y centenaria costarricense.

## Biografía
Nació el 31 de julio de 1921 en Ciudad de Panamá, hija de sus padres costarricenses Enrique Pinto Fernández y Graciela González Ulloa.
Cursó estudios secundarios en el Colegio Superior de Señoritas de Costa Rica y luego ingresó a la Universidad de Costa Rica donde obtuvo la licenciatura en Filología, Lingüística y Literatura. Viajó a Francia y allí realizó estudios de Sociología de la literatura.
Fue directora de la Escuela de Literatura y Ciencias del Lenguaje de la Universidad Nacional.
Publicó cuentos y ensayos en gran revistas y diarios nacionales y extranjeros, entre los más destacados «La Nación»; «La República», suplemento «Áncora»; «La Prensa Libre»; «Revista de Cultura»; «Contrapunto»; «Kañina», y muchas otras más. 

## Reconocimiento
En 1969 obtuvo el premio Nacional Aquileo J. Echeverría en novela, en 1970 y 1993 en cuento, y en 1996 le fue concedido el premio Magón.

## Obras
- Cuentos de la tierra (1963)
- Si se oyera el silencio (1967)
- La estación que sigue al verano (1969)
- Los marginados (1970)
- A la vuelta de la esquina (1975)
- El sermón de lo cotidiano en línea (1977)
- David (1979)
- El eco de los pasos (1979)
- Abrir los ojos (1982)
- Los marginados. Editor Editorial Costa Rica, 136 pp. ISBN 9977231079 (1984)
- La lagartija de la panza color musgo (1986)
- Entre el sol y la neblina (1987)
- Historias de Navidad en línea (1988)
- Tierra de espejismos (1993)
- El despertar de Lázaro (1994)
- El lenguaje de la lluvia. Editor Editorial Costa Rica, 126 pp. ISBN 9977237212 (2000)
- Detrás del espejo. Editor EUNA, 80 pp. ISBN 9977651744 (2000)
- El lenguaje de la lluvia (2001)
- El despertar de Lázaro. Editor Editorial Universidad de Costa Rica, 135 pp. ISBN 9977678383 en línea (2003)
- El niño que vivía en dos casas (2002)

- Tata Pinto. N.º 87 de Colección Vieja y nueva narrativa costarricense. Editor EUNED, 228 pp. ISBN 9968313629 en línea (2005)